# Hanns Studniczka

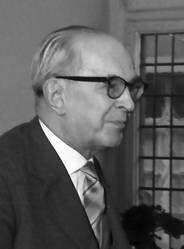
Hanns Studniczka (1964)

Hanns Studniczka (eigentlich Johann Baptist Erasmus Hanns Studniczka; * 18. Juni 1891 in Gerasdorf bei Wien; † 2. Juli 1975 in Freiburg im Breisgau) war ein deutscher Schriftsteller, Übersetzer und Jurist.

## Leben
Studniczka wurde als Sohn des  Archäologie-Professors Franz Studniczka geboren. Er besuchte bis 1910 die Thomasschule zu Leipzig. Danach leistete er seinen Militärdienst in der Königlich Sächsischen Armee ab. Ab 1912 studierte er Germanistik, Kunstgeschichte und Rechtswissenschaften an der Albert-Ludwigs-Universität Freiburg und Universität Leipzig. Von 1914 bis 1918 war er Artilleriesoldat im Ersten Weltkrieg, zuletzt als Leutnant. 1923 und 1924 legte er seine Juristischen Staatsprüfungen ab. Sein Referendariat absolvierte er bei der Staatsanwaltschaft Dresden. Von 1924 bis 1926 war er Legationssekretär im  Ministerium der auswärtigen Angelegenheiten des Freistaates Sachsen. Von 1926 bis 1933 war er Regierungsrat der Amts- und Kreishauptmannschaft Leipzig. 1933 wurde er in den Ruhestand versetzt. Von 1933 bis 1938 lebte er in Rom und auf der italienischen Insel Capri. Von 1938 bis 1944 wohnte er wieder in Deutschland u. a. in München. Von 1944 bis 1954 hielt er sich bei Freiburg auf. 1945 wurde er Mitglied im Südwestdeutschen Autorenverband. Von 1954 bis 1975 nahm er seinen Wohnsitz in Freiburg. Er übersetzte Werke von Federico Fellini, Simone de Beauvoir, Baltasar Gracián, Thomas Elyot, Torquato Tasso, Massimo Bontempelli und Voltaire  aus dem Französischen, Italienischen und Spanischen ins Deutsche. 1964 erhielt er die Medaglia Culturale d’Oro durch das italienische Außenministerium. Er war seit 1948 mit der Schriftstellerin Ingeborg Hecht verheiratet.

## Werke

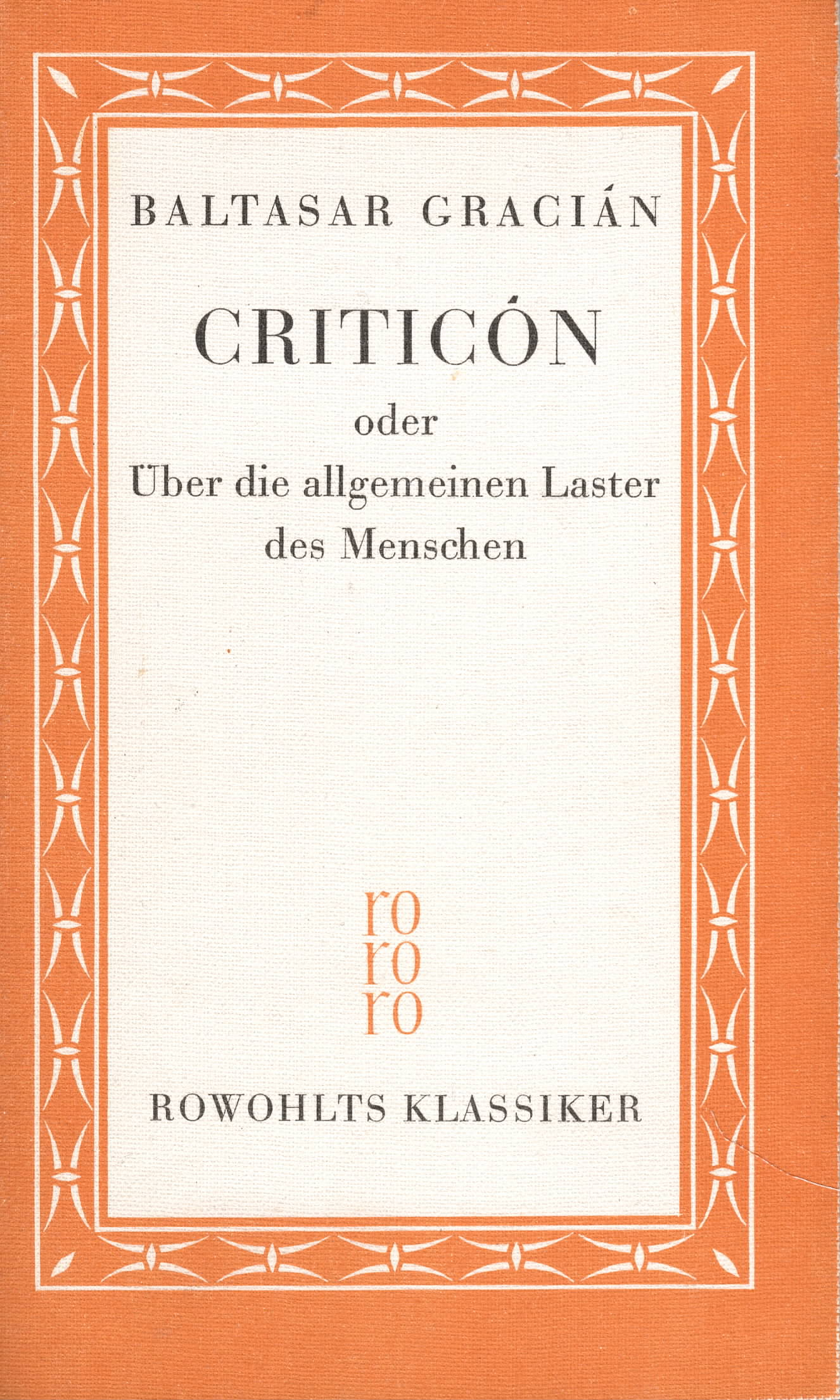
Baltasar Gracián: Criticón, erstmals ins Deutsche übertragen von Hanns Studniczka, erschien 1957 als Band 2 der Buchreihe Rowohlts Klassiker der Literatur und der Wissenschaft

- Saturnische Erde. Stätten, Männer und Mächte Italiens. Berlin 1914

## Übersetzungen
- Baltasar Gracián: Criticón oder Über die allgemeinen Laster des Menschen. Mit einem Essay und einer Bibliographie von Hugo Friedrich. Rowohlt, Hamburg 1957. (Band 2 von Rowohlts Klassiker der Literatur und der Wissenschaft). Dies ist die erste, wenn auch unvollständige Übertragung ins Deutsche.